# Eider à duvet
Somateria mollissima
Espèce
Statut de conservation UICN

 NT A4abcde : Quasi menacé
Répartition géographique
- zone d'hivernage et d'alimentation
- zone de reproduction

L'Eider à duvet (Somateria mollissima) est une espèce de canards plongeurs marins de la famille des Anatidés.

## Identification
Le mot Eider est emprunté à l'anglais, qui parvient via l'allemand ou le néerlandais de l'islandais æðarfugl « eider à duvet », et son nom italien, edredone, rappelle l'édredon fait de duvet de plumes, lui aussi emprunté au danois edderdun « duvet de l'eider ». C'est un canard de 50 à 71 cm de long avec une envergure de 80 à 108 cm, pesant entre 1 200 et 2 800 g. Ce sont de gros oiseaux aux formes massives.
Le mâle a une calotte noire sur la tête, une nuque et les côtés du cou vert olive, des joues blanches. Le ventre, les flancs et la queue sont noirs, le dos est blanc et la poitrine légèrement rosée. Les ailes sont noires et blanches. Son plumage éclipse est presque entièrement noir.
La femelle est brun foncé barré de noir. Elle ressemble à la femelle du canard colvert, mais on peut la distinguer par sa taille beaucoup plus importante.

## Aire de répartition

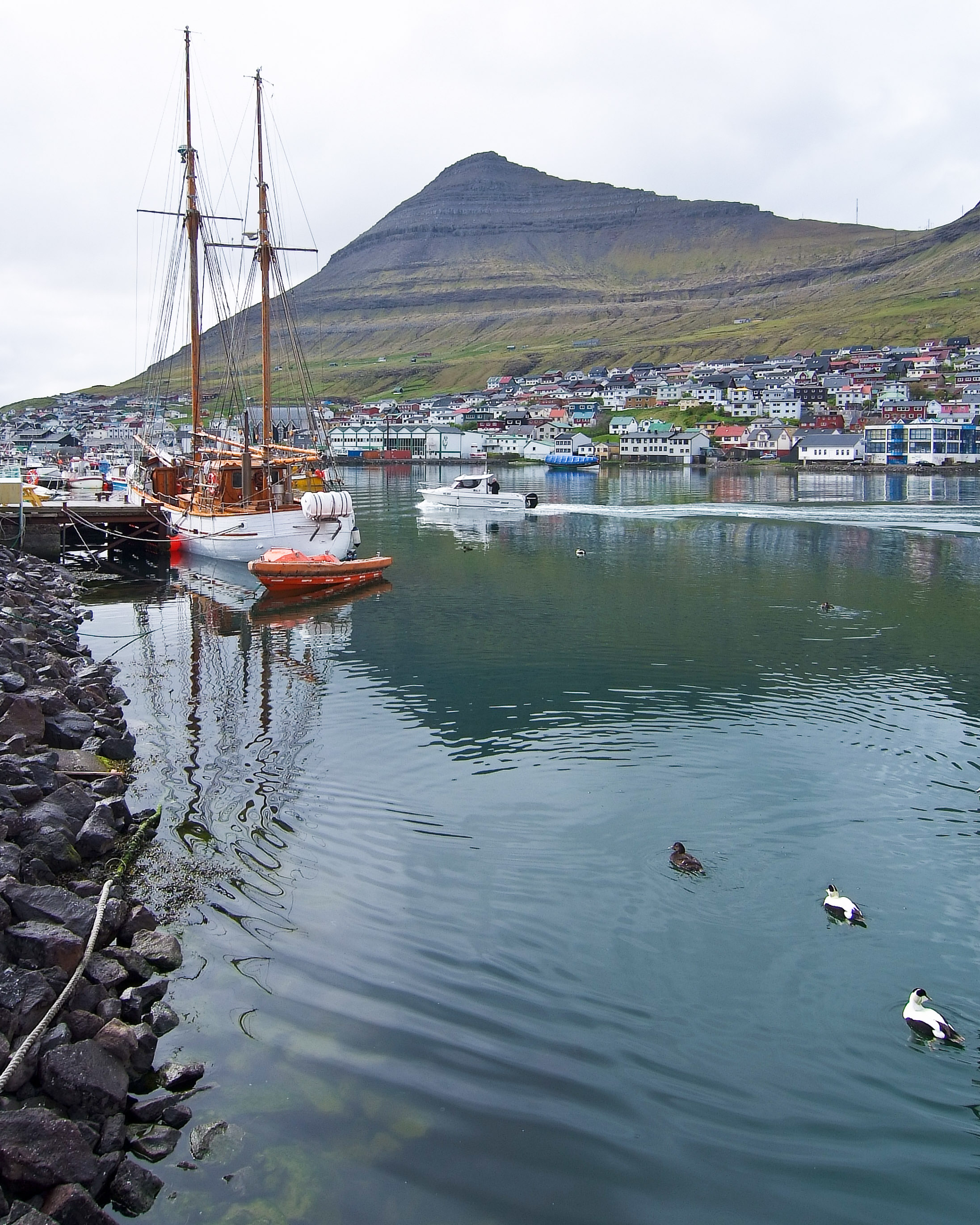
Eiders à duvet à Klaksvík (îles Féroé)

### Nidification
En Europe, l'Eider à duvet vit dans l'hémisphère Nord, à la limite de la banquise. Il niche sur les côtes de l'océan Atlantique Nord et de la mer du Nord, de la Scandinavie à l'Islande. Récemment, des cas de nidification ont été répertoriés plus au sud, et même à l'intérieur du continent en Suisse, sur le Léman.

### Hivernage
L'Eider hiverne principalement sur les côtes de l'Atlantique, en plus petit nombre sur les grands lacs de l'intérieur.
Au Québec
L'été au Québec, on retrouve l'Eider à duvet dans une douzaine d'aires de nidification, notamment sur les îles du Bas Saint-Laurent : l'Île aux Basques et l'Île aux Pommes, deux refuges d'oiseaux de la région de Trois-Pistoles et ainsi que plusieurs autres.

## Habitat
L'Eider à duvet préfère les côtes maritimes rocheuses ou sablonneuses. En hiver, on peut le rencontrer sur les fleuves et les lacs d'eau douce.

## Comportement
C'est un oiseau qui se regroupe en troupes nombreuses, de 10 à 1 000 oiseaux.
Contrairement aux autres canards, il alterne le vol battu et le vol plané.

## Régime alimentaire
C'est un excellent plongeur. Il plonge plus d'une minute et peut s'enfoncer jusqu'à 25 mètres. Il pêche principalement les crustacés et les mollusques.

## Reproduction

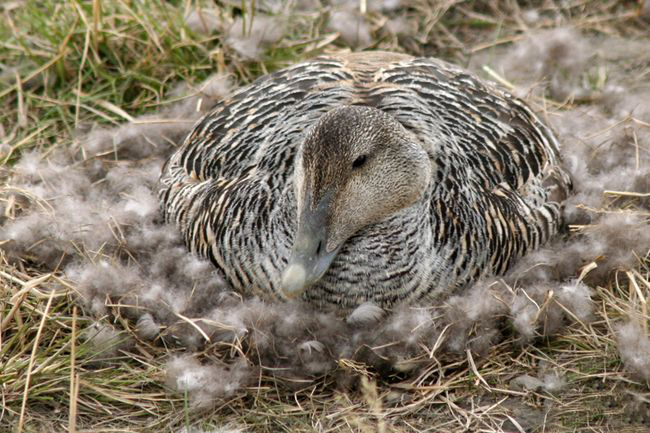
Femelle au nid (Spitzberg).

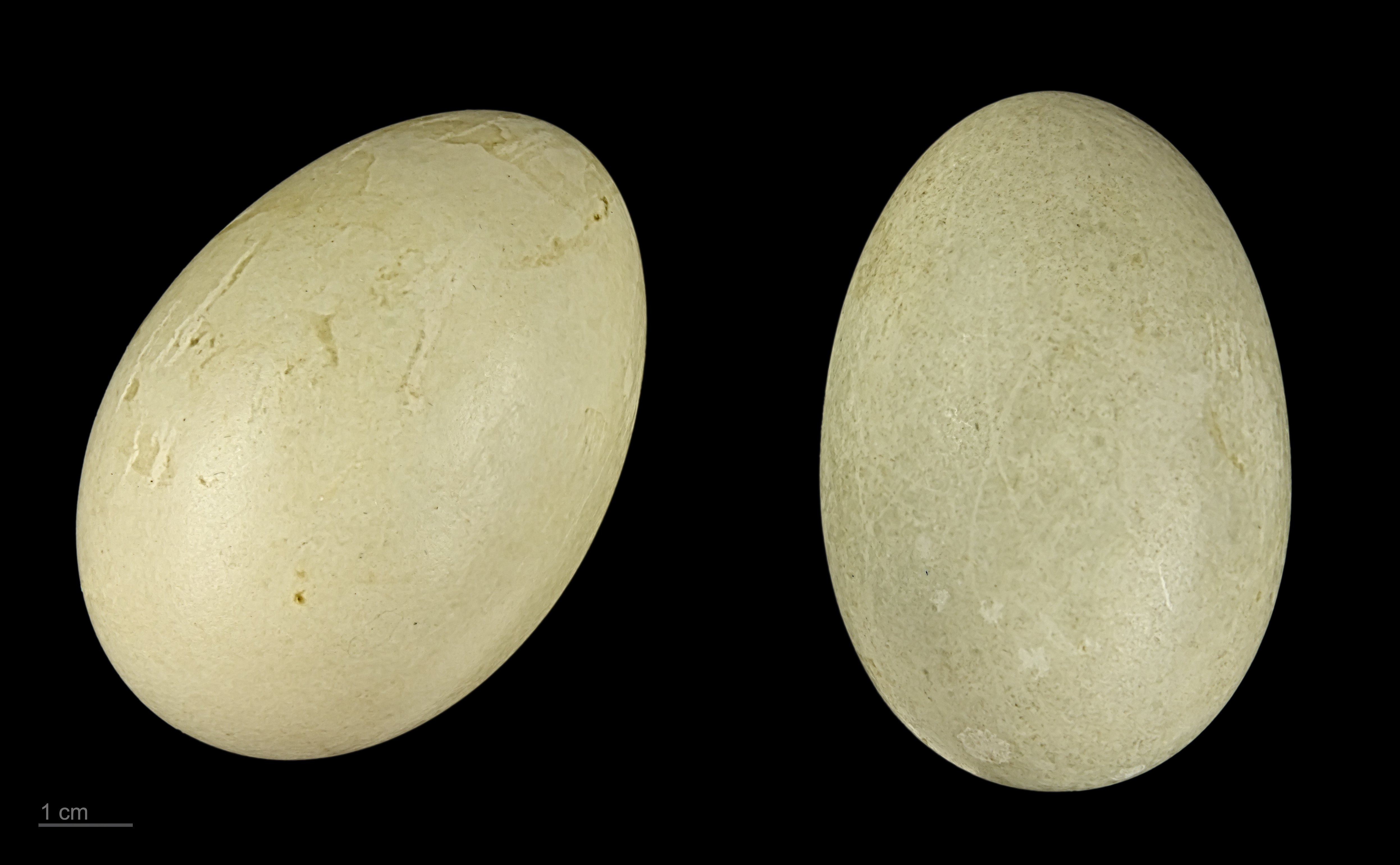
Somateria mollissima - MHNT

La femelle pond une couvée par an de 4 à 6 œufs en mai-juin. Le nid est près de l'eau sur le sable ou dans les rochers, éventuellement protégé par la végétation. Il est fait du duvet de la femelle. Celui-ci est utilisé depuis longtemps par les peuples vivant dans le grand nord. Il est récolté dans les nids après le départ des petits. Il est utilisé pour confectionner des vêtements chauds et des édredons, nom issu de l'anglais « eider down », « duvet d'eider ». Considéré comme le nec plus ultra pour le garnissage des couettes, le prix de ce duvet est très élevé – une couette de 140 X 200 cm coûte dans les 4 000 euros (en 2011).

## Menaces et conservation

### Utilisation par l'Homme
L'eider à duvet est aujourd'hui exploité sous une forme "d'élevage d’oiseau en liberté". La récolte du duvet se fait au printemps lors de la saison de reproduction durant laquelle l'oiseau arrache une partie de son duvet pour confectionner son nid. L'exploitation du duvet est réalisée par les Amérindiens de manière traditionnelle et c'est depuis les années 1950 que son exploitation est devenue commerciale. À l'heure actuelle, sur les 40 grammes de duvet mis en place par l'animal, 7 grammes au maximum sont collectés, pour une  production annuelle mondiale de 4 à 5 tonnes.
35 colonies constituées de dizaines de milliers de couples sont présentes sur les rives du Saint Laurent au Québec et certaines régions québécoises mettent en place des nids artificiels pour faciliter la reproduction de l'espèce et la collecte du duvet.
Les hivers très froids de la fin des années 1950 et du début des années 1960 ont engendré des migrations en nombre exceptionnel de canards eider autour du lac d'Annecy, ce qui aurait donné l'idée du nom de la marque Eider.

### France
Cette espèce est menacée:
- Liste Rouge de UICN France, Statut CR (en danger critique d'extinction)[5],[6]

### Europe
Cette espèce est menacée:
- Liste Rouge de UICN Europe, Statut EN (espèce en danger)[7]

## Sous-espèces
Selon la classification de référence du Congrès ornithologique international (version 15.1, 2025) :
- Somateria mollissima v-nigrum Bonaparte & Gray, GR, 1855 — niche au nord de la Sibérie et en Alaska ;
- Somateria mollissima borealis (Brehm, CL, 1824) — niche en Islande, au Groenland et au nord-est du Canada ;
- Somateria mollissima sedentaria Snyder, 1941 — niche dans les baies James et d'Hudson ;
- Somateria mollissima dresseri Sharpe, 1871 — niche dans la baie Groswater ;
- Somateria mollissima faeroeensis Brehm, CL, 1831 — niche aux Northern Isles, îles Féroé et Hébrides extérieures ;
- Somateria mollissima mollissima (Linnaeus, 1758) — niche du nord-ouest de l'Europe à la Nouvelle-Zemble.

## Galerie

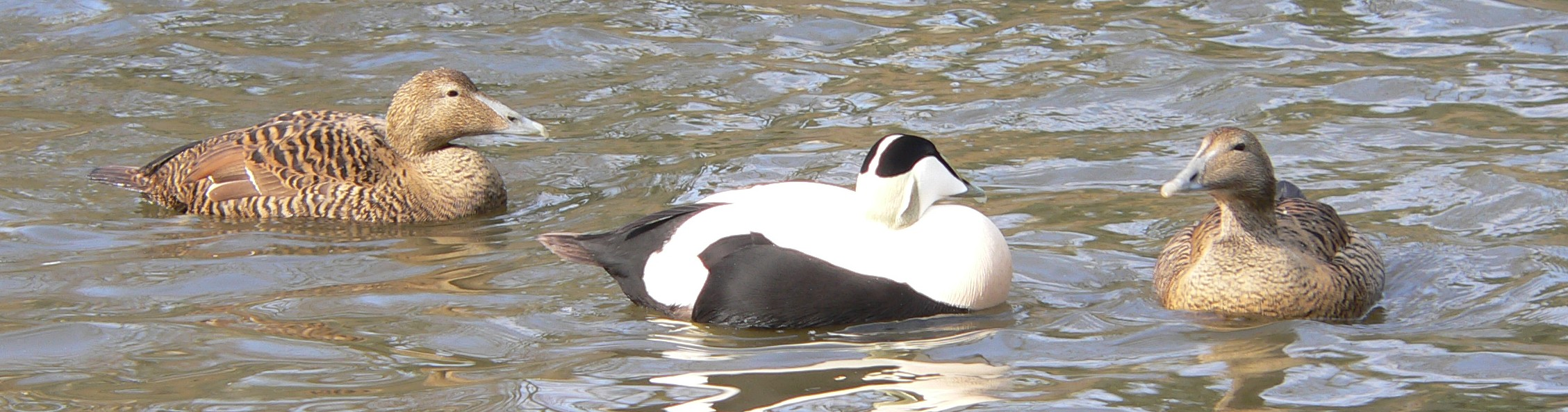
Somateria mollissima, un mâle et deux femelles
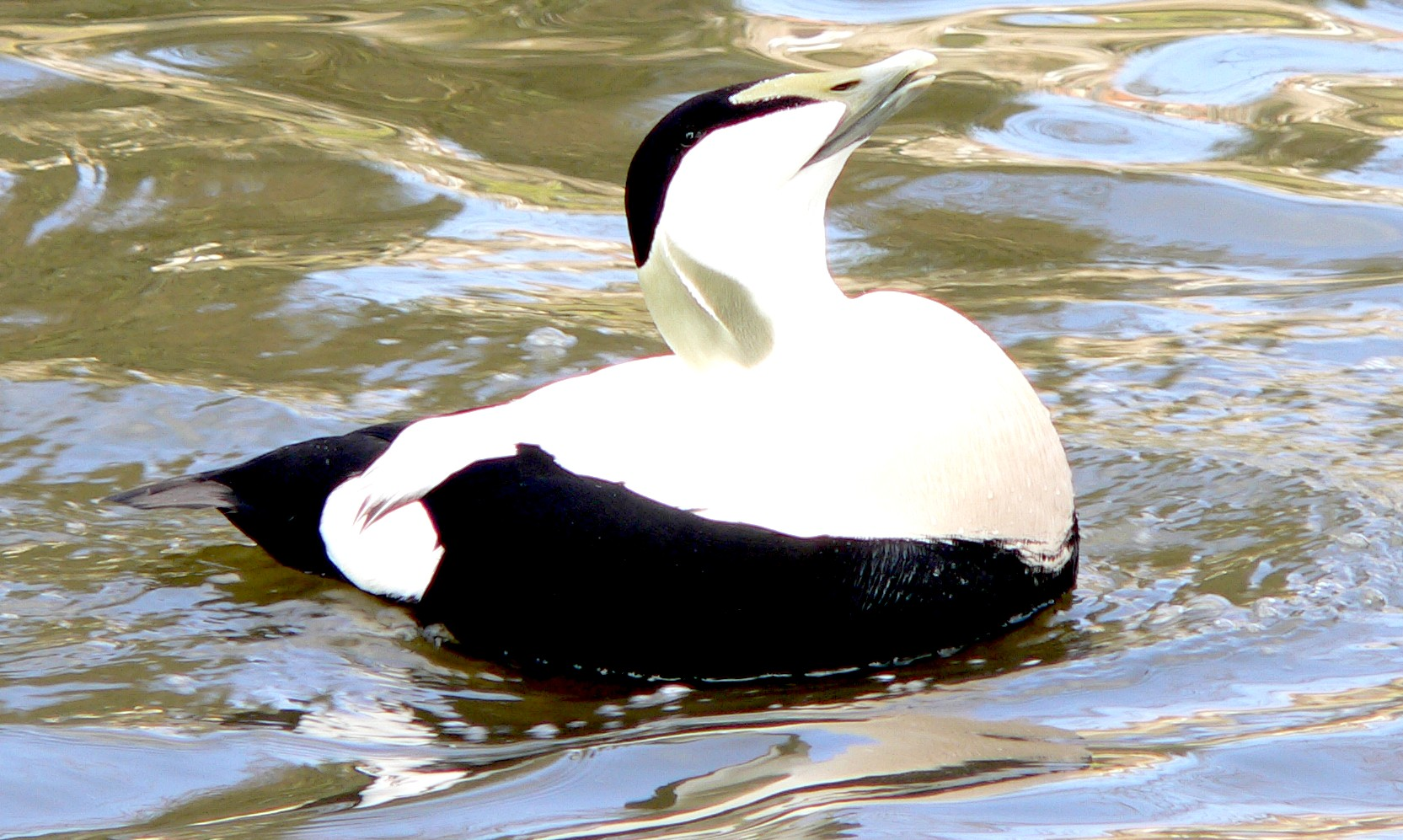
Somateria mollissima, un mâle appelant